# Quintus Servilius Priscus
Pour les articles homonymes, voir Servilius Priscus Structus.
Quintus Servilius Structus Priscus est un homme politique romain du Ve siècle av. J.-C., consul en 468 et 466 av. J.-C.

## Famille
Il est membre des Servilii Structi Prisci, branche patricienne de la gens Servilia. Il pourrait être le fils de Spurius Servilius Priscus Structus, consul en 476 av. J.-C. Le cognomen de Structus est mentionné par Diodore de Sicile mais n'apparaît peut-être pas sur les Fastes capitolins.

## Biographie

### Premier consulat (468)
En 468 av. J.-C., il est consul avec Titus Quinctius Capitolinus Barbatus. Les deux consuls ne sont élus que par les patriciens étant donné que les plébéiens refusent de participer au scrutin. Après un raid de pillage mené par des Sabins jusqu’aux portes de Rome, Quintus Servilius commande une expédition de représailles qui ravage le territoire sabin et rapporte du butin,. Pendant ce temps, son collègue Barbatus affronte les Volsques et s'empare d'Antium, ce qui lui vaut les honneurs d'un triomphe.

### Deuxième consulat (466)
En 466 av. J.-C., il est élu consul pour la seconde fois avec Spurius Postumius Albus Regillensis pour collègue. Il marche contre les Èques, mais ne peut terminer la campagne à cause des maladies graves qui sévissent dans ses rangs,.

### Fin de carrière

#### Préfet de la ville (465)
En 465 av. J.-C., les deux consuls Quintus Fabius Vibulanus et Titus Quinctius Capitolinus Barbatus poursuivent la guerre contre les Èques après l'échec des négociations de paix. Alors qu'ils partent les affronter près du mont Algide, ils laissent Rome aux mains de Quintus Servilius qui est nommé Praefectus Urbi,.

#### Questeur (459)
En 459 av. J.-C., alors qu'il est questeur, il tente avec son collègue Aulus Cornelius de poursuivre en justice l'ancien tribun de la plèbe Marcus Volscius Fictor pour faux témoignage lors du procès de Kaeso Quinctius. Mais certains auteurs rapportent que Fictor est une nouvelle fois élu tribun de la plèbe cette année-là, ce qui rend impossible son accusation,.

### Auteurs antiques
- Tite-Live, Histoire romaine, Livre II, 64 et Livre III, 2 sur le site de l'Université de Louvain
- (en) Denys d'Halicarnasse, Antiquités romaines, Livre IX, 50-71 sur le site LacusCurtius

### Auteurs modernes
- (en) T. Robert S. Broughton, The Magistrates of the Roman Republic : Volume I, 509 B.C. - 100 B.C., New York, The American Philological Association, coll. « Philological Monographs, number XV, volume I », 1951, 578 p.